# Mario Tičinović
Mario Tičinović (Sinj, 20. kolovoza 1991.) hrvatski je nogometaš koji igra na poziciji desnog beka. Trenutačno igra za Vukovar 1991.
Ponikavši u Hajduku, Tičinović je već od rana pokazao zavidan talent, te kao 15-godišnjak nastupao za stariju juniorsku selekciju. Do seniora se probio već godinu potom, a debitirao mjesec dana prije 17. rođendana u susretu Kupa UEFA s malteškom Birkirkarom, gdje se ubrzo nakon ulaska s klupe upisuje u strijelce. Prvenstveni debi bilježi protiv Varteksa 3. kolovoza 2008. godine, a ubrzo potom postao je standardni prvotimac. Ipak, pred kraj se jeseni ozljeđuje te gubi svoje mjesto u momčadi, no na njega u Hajduku polažu velike nade. 
Dana 26. kolovoza 2008. godine potpisuje profesionalni ugovor u trajanju od 3 godine (zbog pravila oko ugovora za maloljetnike nije smio potpisati na dulje razdoblje), čime postaje najmlađi igrač s profi-ugovorom u povijesti splitskog kluba. Na svoj 18. rođendan potpisat će novi, višegodišnji ugovor. 
U kolovozu 2010. godine je poslan na posudbu u Karlovac, uz uvjet da produži ugovor na bar još jednu godinu. U svom debiju 14. kolovoza 2010. godine za Karlovac dao je pogodak.
Poslije Karlovca, Tičinović odlazi opet na posudbu iz Hajduka. Ovog puta potpisuje za svoj prvi klub u inozemstvu. S danskim nogometnim klubom Nordsjælland osvaja u svojoj prvoj sezoni Dansku Superligu. U lipnju 2012. godine Tičinović definitivno odlazi iz Hajduka i prelazi u Nordsjælland. Za danski klub je odigrao više od 70 utakmica. U lipnju 2015. godine mu istječe ugovor s Dancima, koji ne žele produžiti ugovor s hrvatskim veznjakom. 
U srpnju 2015. godine Tičinović prelazi u belgijski klub Lokeren.
Sredinom veljače 2018. godine vraća se u Hajduk nakon šest godina i to na posudbu s opcijom otkupa iz Lokerena.

## Vanjske poveznice
- Profil na Transfermarktu
- Profil na Soccerwayu